# Calciumhydrogencarbonat
In Form von Calciumhydrogencarbonat (auch: Calciumbicarbonat, Summenformel: Ca(HCO3)2, theoretische molare Masse: 162,11 g·mol−1) sind Calciumionen in (Leitungs-)Wasser gelöst. Der Stoff selbst kann nicht als Reinsubstanz unter Normalbedingungen dargestellt werden. Daher ist es auch nicht möglich, Stoffeigenschaften wie Schmelzpunkt u. Ä. anzugeben. Seine Löslichkeit beträgt bei 20 °C und 1 atm 16,6 g je 100 g H2O, also wesentlich höher als die von Calciumcarbonat (1,4 mg pro 100 g H2O bei 20 °C).

## Das Gleichgewicht mit Kohlenstoffdioxid
Calciumhydrogencarbonat bildet sich bei der Verwitterung von Kalkstein, der im Wesentlichen aus Calciumcarbonat besteht, durch die Einwirkung von Wasser und Kohlenstoffdioxid. Das Kohlenstoffdioxid löst sich mit Wasser teilweise als Kohlensäure, die weiter zu Hydrogencarbonat dissoziiert und dabei  Protonen liefert. Zugleich löst sich Calciumcarbonat in geringen Mengen im Wasser unter Freisetzung von Carbonat-Ionen. Diese übernehmen die von der Kohlensäure angebotenen Wasserstoff-Ionen und werden ebenfalls zu Hydrogencarbonat-Ionen. So stammt bei der kohlensauren Auflösung von Kalkstein jeweils ein Äquivalentanteil Hydrogencarbonat-Ionen aus der Kohlensäure, der andere aus dem Stein.
{\displaystyle \mathrm {CaCO_{3}+CO_{2}+H_{2}O\ \rightleftharpoons \ Ca^{2+}(aq)+2\ HCO_{3}^{-}(aq)} }
Um Calciumhydrogencarbonat in Lösung zu halten, ist eine bestimmte Konzentration an sogenannter „zugehöriger Kohlensäure“ vonnöten. Chemisch gesehen unterscheidet sich diese nicht von irgendeiner anderen Kohlensäure; es geht nur um den Mengenanteil. Diese zugehörige Kohlensäure stellt im Dissoziations-Gleichgewicht mit den vorhandenen Hydrogencarbonat-Ionen den pH-Wert des Wassers gerade so niedrig ein, dass der von diesem pH-Wert wiederum abhängige Anteil an Carbonat-Ionen zusammen mit der vorhandenen Calcium-Konzentration gerade das Löslichkeitsprodukt von Calciumcarbonat noch nicht überschreitet. 
Ist mehr als die zugehörige Menge an freier Kohlensäure in der Lösung vorhanden, nennt man diese Kohlensäuremenge „überschüssig“. Sie kann mit weiterem Kalkstein reagieren und ihn lösen. Der Mengenanteil davon, der weiteren Kalk löst und in das zusätzliche Calciumhydrogencarbonat eingeht, wird als „kalkaggressive Kohlensäure“ bezeichnet. Der Rest der überschüssigen Kohlensäure stockt dabei die zugehörige Kohlensäure auf das neue höhere Maß auf.
Calciumhydrogencarbonat existiert also nur in wässriger Lösung in Koexistenz äquivalenter Mengen an Calcium- und Hydrogencarbonat-Ionen. Bei der Verdunstung des Wassers oder bei Erhitzen entweicht das Kohlenstoffdioxid aus der Lösung; ebenso kann es durch Photosynthese vermindert werden. Dadurch verschiebt sich das Dissoziationsgleichgewicht der Kohlensäure wieder in Richtung der Carbonat-Ionen, also auf die linke Seite der obigen Reaktionsgleichung. Somit wird das Löslichkeitsprodukt des Calciumcarbonats wieder überschritten und es bildet sich in der Flüssigkeit erneut ein Feststoff, es entsteht wieder Kalkstein. 
Dieser Vorgang liegt der Entstehung von Kalksinter, Travertin oder von Kalktuff zugrunde, aber auch der Bildung von Kalksedimenten (Seekreide) in Seen und Ozeanen. Auch das im nördlichen Alpenvorland vorkommende Nagelfluh genannte Konglomerat (Sedimente der Molassen oder eiszeitliche Gerölle) kann so entstehen, indem Kies oder Schotter durch das Bindemittel Kalk zu einem Naturbeton verbacken wird.
Wasserwerke passen den Kohlensäuregehalt so an den Kalkgehalt des Trinkwassers an, dass sich in eisernen Rohrleitungen eine dünne Kalkschicht ausbildet, die das Rosten verhindert. Um den Leitungsquerschnitt nicht zu sehr zu vermindern, muss der Kohlensäuregehalt ständig angepasst werden. Bei dieser ständigen Anpassung spielt auch die Geschwindigkeit eine Rolle, mit der sich das obige Gleichgewicht einstellt: Mit reinem Calciumcarbonat dauert dies außerordentlich lange; in Anwesenheit von Fremdionen (z. B. Mg2+ oder SO42−) stellt sich das Gleichgewicht dagegen sehr rasch ein; deshalb wird Dolomit verwendet, um überschüssige Kohlensäure zu binden. 
Der Calciumhydrogencarbonatgehalt des Leitungswassers bildet in der so genannten Carbonathärte den Hauptbeitrag der Härte des Wassers.